# Novo Basquete Brasil de 2021–22
O Novo Basquete Brasil de 2021–22 foi uma competição brasileira de basquete organizada pela Liga Nacional de Basquete. Esta foi a 14.ª edição deste campeonato, que é organizado pela LNB com a chancela da Confederação Brasileira de Basketball. O NBB garante vagas para torneios internacionais como a Champions League Américas e a Liga Sul-Americana.
As novidades em relação aos participantes ficaram por conta dos retornos do Rio Claro e a estreia no NBB do União Corinthians, retornando à elite do basquete brasileiro após 19 anos. Já o Campo Mourão desistiu de jogar a competição.

## Regulamento
Os times jogaram entre si em turno e returno e os 12 melhores colocados ao término da fase de classificação avançaram aos playoffs. Os quatro primeiros garantiram vaga direta nas quartas de final, disputada em melhor de cinco jogos. Já as equipes de 5.º ao 12.º lugares disputaram as oitavas de final, em melhor de três partidas. As semifinais e a final foram realizadas no formato de cinco jogos.
Com o avanço da vacinação no Brasil e a queda no número de casos de Covid-19, as equipes puderam voltar a jogar nos seus respectivos ginásios. As partidas também voltaram a receber o público, porém com capacidade determinada conforme as regras e protocolos de cada estado onde o confronto é realizado e também da Liga Nacional de Basquete.

## Transmissão
A ESPN Brasil permaneceu transmitindo o NBB com exclusividade em TV fechada, e a TV Cultura exibiu os jogos em TV aberta. Além disso, as redes sociais do Novo Basquete Brasil (Youtube e Facebook) também transmitiram alguns jogos.

## Participantes
| Equipe                      | Cidade            | Estado | Em 2020-21         | Ginásio                     | Capacidade | Títulos do NBB (último) |
| --------------------------- | ----------------- | ------ | ------------------ | --------------------------- | ---------- | ----------------------- |
| Bauru                       | Bauru             | SP     | 5.º (NBB 2020-21)  | Panela de Pressão           | 2 000      | 1 (2016–17)             |
| Brasília Basquete           | Brasília          | DF     | 16.º (NBB 2020-21) | Nilson Nelson               | 11 397     | 0 (não possui)[BRA]     |
| Caxias do Sul               | Caxias do Sul     | RS     | 12.º (NBB 2020-21) | Ginásio do SESI             | 4 500      | 0 (não possui)          |
| Cerrado Basquete            | Brasília          | DF     | 14.º (NBB 2020-21) | ASCEB                       | 1 100      | 0 (não possui)          |
| Corinthians                 | São Paulo         | SP     | 6.º (NBB 2020-21)  | Ginásio Wlamir Marques      | 6 500      | 0 (não possui)          |
| Flamengo                    | Rio de Janeiro    | RJ     | 1.º (NBB 2020-21)  | Ginásio Maracanãzinho       | 11 800     | 7 (2020–21)             |
| Fortaleza/Basquete Cearense | Fortaleza         | CE     | 10.º (NBB 2020-21) | Centro de Formação Olímpica | 17 100     | 0 (não possui)          |
| Franca                      | Franca            | SP     | 7.º (NBB 2020-21)  | Pedrocão                    | 6 000      | 0 (não possui)          |
| Minas                       | Belo Horizonte    | MG     | 3.º (NBB 2020-21)  | Arena Minas TC              | 4 000      | 0 (não possui)          |
| Mogi das Cruzes             | Mogi das Cruzes   | SP     | 8.º (NBB 2020-21)  | Hugo Ramos                  | 5 000      | 0 (não possui)          |
| Pato Basquete               | Pato Branco       | PR     | 11.º (NBB 2020-21) | Ginásio do SESI             | 1 000      | 0 (não possui)          |
| Paulistano                  | São Paulo         | SP     | 4.º (NBB 2020-21)  | Antônio Prado Júnior        | 1 280      | 1 (2017–18)             |
| Pinheiros                   | São Paulo         | SP     | 13.º (NBB 2020-21) | Henrique Villaboim          | 850        | 0 (não possui)          |
| Rio Claro                   | Rio Claro         | SP     | -                  | Ginásio Felipe Karan        | 2 200      | 0 (não possui)          |
| São Paulo                   | São Paulo         | SP     | 2.º (NBB 2020-21)  | Ginásio do Morumbi          | 1 918      | 0 (não possui)          |
| União Corinthians           | Santa Cruz do Sul | RS     | 1.º (CBC 2021)     | Ginásio Poliesportivo Arnão | 6 000      | 0 (não possui)          |
| Unifacisa                   | Campina Grande    | PB     | 9.º (NBB 2020-21)  | Arena Unifacisa             | 1 200      | 0 (não possui)          |

Nota
- BRA. ^  Depois de três anos de união com a Universo, o Brasília Basquete encerrou a parceira e agora disputa o NBB de forma independente. A equipe não carrega consigo os resultados do antigo time brasiliense (Lobos Brasília).

## Fase de classificação
| Pos  | Equipe                      | Aprov | PG | Jogos | Jogos | Jogos | Jogos   | Jogos   | Pontos | Pontos | Pontos | Classificação                          |
| Pos  | Equipe                      | %     | PG | #     | V     | D     | C (V–D) | F (V–D) | PP     | PS     | SP     | Classificação                          |
| ---- | --------------------------- | ----- | -- | ----- | ----- | ----- | ------- | ------- | ------ | ------ | ------ | -------------------------------------- |
| 1.º  | Franca                      | 90.6% | 61 | 32    | 29    | 3     | 16-0    | 13-3    | 2889   | 2456   | 433    | Classificados para as quartas de final |
| 2.º  | Flamengo                    | 81.3% | 58 | 32    | 26    | 6     | 15-1    | 11-5    | 2837   | 2356   | 481    | Classificados para as quartas de final |
| 3.º  | Minas                       | 78.1% | 57 | 32    | 25    | 7     | 14-2    | 11-5    | 2691   | 2446   | 245    | Classificados para as quartas de final |
| 4.º  | São Paulo                   | 71.9% | 55 | 32    | 23    | 9     | 13-3    | 10-6    | 2660   | 2402   | 258    | Classificados para as quartas de final |
| 5.º  | Bauru                       | 65.6% | 53 | 32    | 21    | 11    | 13-3    | 8-8     | 2520   | 2459   | 61     | Classificados para as oitavas de final |
| 6.º  | Unifacisa                   | 62.5% | 52 | 32    | 20    | 12    | 11-5    | 9-7     | 2428   | 2344   | 84     | Classificados para as oitavas de final |
| 7.º  | Paulistano                  | 53.1% | 49 | 32    | 17    | 15    | 11-5    | 6-10    | 2477   | 2474   | 3      | Classificados para as oitavas de final |
| 8.º  | Pinheiros                   | 46.9% | 47 | 32    | 15    | 17    | 9-7     | 6-10    | 2574   | 2576   | -2     | Classificados para as oitavas de final |
| 9.º  | Corinthians                 | 40.6% | 45 | 32    | 13    | 19    | 8-8     | 5-11    | 2420   | 2403   | 17     | Classificados para as oitavas de final |
| 10.º | Rio Claro                   | 40.6% | 45 | 32    | 13    | 19    | 10-6    | 3-13    | 2276   | 2394   | -118   | Classificados para as oitavas de final |
| 11.º | Caxias do Sul               | 37.5% | 44 | 32    | 12    | 20    | 7-9     | 5-11    | 2263   | 2470   | -207   | Classificados para as oitavas de final |
| 12.º | Pato Basquete               | 37.5% | 44 | 32    | 12    | 20    | 6-10    | 6-10    | 2336   | 2516   | -180   | Classificados para as oitavas de final |
| 13.º | Mogi das Cruzes             | 34.4% | 43 | 32    | 11    | 21    | 8-8     | 3-13    | 2459   | 2652   | -193   | Eliminados na Primeira Fase            |
| 14.º | Fortaleza/Basquete Cearense | 31.3% | 42 | 32    | 10    | 22    | 8-8     | 2-14    | 2338   | 2564   | -226   | Eliminados na Primeira Fase            |
| 15.º | Cerrado Basquete            | 31.3% | 42 | 32    | 10    | 22    | 4-12    | 6-10    | 2487   | 2642   | -155   | Eliminados na Primeira Fase            |
| 16.º | União Corinthians           | 25.0% | 40 | 32    | 8     | 24    | 7-9     | 1-15    | 2384   | 2667   | -283   | Eliminados na Primeira Fase            |
| 17.º | Brasília Basquete           | 21.9% | 39 | 32    | 7     | 25    | 4-12    | 3-13    | 2392   | 2610   | -218   | Eliminados na Primeira Fase            |

## Playoffs
Negrito – Vencedor das séries
Itálico – Time com vantagem de mando de quadra

### Confrontos
|  | Oitavas de final (Melhor de 3) | Oitavas de final (Melhor de 3) | Oitavas de final (Melhor de 3) |  |  | Quartas de final (Melhor de 5) | Quartas de final (Melhor de 5) | Quartas de final (Melhor de 5) |   |     | Semifinal (Melhor de 5) | Semifinal (Melhor de 5) | Semifinal (Melhor de 5) |  |  | Final (Melhor de 5) | Final (Melhor de 5) | Final (Melhor de 5) |
|  |                                |                                |                                |  |  |                                |                                |                                |   |     |                         |                         |                         |  |  |                     |                     |                     |
|  |                                |                                |                                |  |  |                                |                                |                                |   |     |                         |                         |                         |  |  |                     |                     |                     |
|  |                                |                                |                                |  |  | 1.º                            | Franca                         | 3                              |   |     |                         |                         |                         |  |  |                     |                     |                     |
|  | 8.º                            | Pinheiros                      | 2                              |  |  | 8.º                            | Pinheiros                      | 0                              |   |     |                         |                         |                         |  |  |                     |                     |                     |
|  | 9.º                            | Corinthians                    | 0                              |  |  |                                |                                |                                |   | 1.º | Franca                  | 3                       |                         |  |  |                     |                     |                     |
|  |                                |                                |                                |  |  |                                | 4.º                            | São Paulo                      | 1 |     |                         |                         |                         |  |  |                     |                     |                     |
|  |                                |                                |                                |  |  | 4.º                            | São Paulo                      | 3                              |   |     |                         |                         |                         |  |  |                     |                     |                     |
|  | 5.º                            | Bauru                          | 2                              |  |  | 5.º                            | Bauru                          | 0                              |   |     |                         |                         |                         |  |  |                     |                     |                     |
|  | 12.º                           | Pato Basquete                  | 1                              |  |  |                                |                                |                                |   |     | 1.º                     | Franca                  | 3                       |  |  |                     |                     |                     |
|  |                                |                                |                                |  |  |                                | 2.º                            | Flamengo                       | 1 |     |                         |                         |                         |  |  |                     |                     |                     |
|  |                                |                                |                                |  |  | 2.º                            | Flamengo                       | 3                              |   |     |                         |                         |                         |  |  |                     |                     |                     |
|  | 7.º                            | Paulistano                     | 2                              |  |  | 7.º                            | Paulistano                     | 0                              |   |     |                         |                         |                         |  |  |                     |                     |                     |
|  | 10.º                           | Rio Claro                      | 1                              |  |  |                                |                                |                                |   | 2.º | Flamengo                | 3                       |                         |  |  |                     |                     |                     |
|  |                                |                                |                                |  |  |                                | 3.º                            | Minas                          | 0 |     |                         |                         |                         |  |  |                     |                     |                     |
|  |                                |                                |                                |  |  | 3.º                            | Minas                          | 3                              |   |     |                         |                         |                         |  |  |                     |                     |                     |
|  | 6.º                            | Unifacisa                      | 2                              |  |  | 6.º                            | Unifacisa                      | 1                              |   |     |                         |                         |                         |  |  |                     |                     |                     |
|  | 11.º                           | Caxias do Sul                  | 0                              |  |  |                                |                                |                                |   |     |                         |                         |                         |  |  |                     |                     |                     |

#### Oitavas de final
| Time 1     | Série | Time 2        | 1º Jogo | 2º Jogo | 3º Jogo |
| ---------- | ----- | ------------- | ------- | ------- | ------- |
| Pinheiros  | 2–0   | Corinthians   | 80–78   | 89–78   | –       |
| Bauru      | 2–1   | Pato Basquete | 63–72   | 82–71   | 88–79   |
| Paulistano | 2–1   | Rio Claro     | 65–67   | 90–84   | 68–64   |
| Unifacisa  | 2–0   | Caxias do Sul | 73–64   | 81–67   | –       |

#### Quartas de final
| Time 1    | Série | Time 2     | 1º Jogo | 2º Jogo | 3º Jogo | 4º Jogo | 5º Jogo |
| --------- | ----- | ---------- | ------- | ------- | ------- | ------- | ------- |
| Franca    | 3–0   | Pinheiros  | 95–86   | 92–84   | 91–79   | –       | –       |
| São Paulo | 3–0   | Bauru      | 90–65   | 85–62   | 88–71   | –       | –       |
| Flamengo  | 3–0   | Paulistano | 74–68   | 80–73   | 87–68   | –       | –       |
| Minas     | 3–1   | Unifacisa  | 85–65   | 80–91   | 88–85   | 75–63   | –       |

#### Semifinal
| Time 1   | Série | Time 2    | 1º Jogo | 2º Jogo | 3º Jogo | 4º Jogo | 5º Jogo |
| -------- | ----- | --------- | ------- | ------- | ------- | ------- | ------- |
| Franca   | 3–1   | São Paulo | 80–78   | 74–87   | 78–65   | 81–78   | –       |
| Flamengo | 3–0   | Minas     | 76–67   | 77–63   | 91–80   | –       | –       |

#### Final
| Time 1 | Série | Time 2   | 1º Jogo | 2º Jogo | 3º Jogo | 4º Jogo | 5º Jogo |
| ------ | ----- | -------- | ------- | ------- | ------- | ------- | ------- |
| Franca | 3–1   | Flamengo | 85–79   | 64–62   | 75–81   | 80–65   | –       |

| Novo Basquete Brasil 2021-22           |
| -------------------------------------- |
| Franca Campeão (12° título Brasileiro) |